# استربیمو
استربیمو (به سوئدی: Österbymo) یک منطقهٔ مسکونی در سوئد است که در بخش الدره واقع شده‌است. استربیمو ۱٫۲۶ کیلومتر مربع مساحت و ۸۳۴ نفر جمعیت دارد.